# Jacqueline White
Jacqueline White (* 27. November 1922 in Beverly Hills, Kalifornien) ist eine US-amerikanische Schauspielerin, die von 1942 bis 1952 in insgesamt 26 Filmen mitwirkte. Ihre bekanntesten Rollen spielte sie in der Laurel-&-Hardy-Komödie Schrecken aller Spione sowie in den Film noir Im Kreuzfeuer und Um Haaresbreite.

## Leben
Jacqueline White wurde am 27. November 1922 in Beverly Hills geboren. Sie besuchte die University of California in Los Angeles, wo sie Schauspielunterricht nahm. Bei einer Vorführung des Theaterstücks Ah, Wilderness! wurde White von einem Castingdirektor entdeckt und nach mehreren Probeaufnahmen unter Vertrag genommen. Ihren ersten kleinen Filmauftritt hatte sie 1942 in Dr. Gillespie’s New Assistant.
Nach mehreren Auftritten als Komparsin erhielt White 1943 in Swing Shift Maisie sowie im Folgejahr in Song of Russia ihre ersten größeren Filmrollen. Im Jahr darauf spielte sie eine Nebenrolle im Kriegsfilm Dreißig Sekunden über Tokio. In den folgenden Jahren war White in mehreren tragenden Nebenrollen in Produktionen wichtiger Filmstudios zu sehen, unter anderem 1947 als Mary Mitchell im Film noir Im Kreuzfeuer an der Seite von Robert Young und Robert Mitchum. Sie spielte zudem die weibliche Hauptrolle in mehreren Dutzend kleineren Produktionen und sogenannten B-Movies. 1943 übernahm sie die weibliche Hauptrolle als Peggy Parker im Laurel-und-Hardy-Film Schrecken aller Spione. 1944 wirkte White im Oscar-nominierten Kurzfilm Movie Pests mit.
Nachdem White seit 1942 bei Metro-Goldwyn-Mayer unter Vertrag stand, wechselte sie 1946 zu RKO Pictures, für die sie bis zum Ende ihrer Filmkarriere tätig blieb. Ihre letzte kleine Filmrolle für Metro-Goldwyn-Mayer spielte White im selben Jahr als Tänzerin im Musikfilm The Harvey Girls, blieb dort jedoch im Abspann ungenannt. Zu ihren größeren Filmrollen für RKO zählen neben Im Kreuzfeuer mehrere Auftritte im Western, darunter 1948 in Der Schrecken von Texas.
Nach ihrer Heirat mit Bruce Anderson im November 1948 zog White 1950 nach Wyoming, wo ihr Mann ins Ölgeschäft einstieg. 1952 kehrte sie zur Geburt ihres ersten Kindes jedoch wieder nach Los Angeles zurück, wo ihr eine Hauptrolle im Film noir Um Haaresbreite an der Seite von Charles McGraw und Marie Windsor angeboten wurde. Es sollte ihr letzter Film und gleichzeitig eine ihrer bekanntesten Rollen werden. Anschließend beendete White ihre Schauspielkarriere nach genau zehn Jahren und insgesamt 26 Filmen. Die Ehe mit Anderson hielt bis zu dessen Tod im Februar 2001. Das Paar hatte fünf Kinder.
Jacqueline White trat auch im hohen Alter als Stargast bei Filmfestivals auf, wie zum Beispiel 2013 beim TCM Film Festival.

## Filmografie
- 1942: Dr. Gillespie’s New Assistant
- 1942: Reunion in France
- 1943: Laurel und Hardy – Schrecken aller Spione (Air Raid Wardens)
- 1943: Three Hearts for Julia
- 1943: That’s Why I Left You (Kurzfilm)
- 1943: Pilot No. 5
- 1943: Swing Shift Maisie
- 1943: Kampf in den Wolken (A Guy Named Joe)
- 1944: Song of Russia
- 1944: Easy Life
- 1944: Movie Pests (Kurzfilm)
- 1944: Dreißig Sekunden über Tokio (Thirty Seconds Over Tokyo)
- 1944: Dark Shadows (Kurzfilm)
- 1946: The Harvey Girls
- 1946: Magic on a Stick
- 1946: Our Old Car
- 1946: The Show-Off
- 1947: Banjo
- 1947: Seven Keys to Baldpate
- 1947: Im Kreuzfeuer (Crossfire)
- 1947: Night Song
- 1948: Der Schrecken von Texas (Return of the Bad Men)
- 1948: Mystery in Mexico
- 1949: Riders of the Range
- 1950: The Capture
- 1952: Um Haaresbreite (The Narrow Margin)